# ライフ (トーキング・ヘッズの曲)
「ライフ」（Life During Wartime）は、トーキング・ヘッズが1979年に発表した楽曲。3枚目のスタジオ・アルバム『フィア・オブ・ミュージック』に収録された。

## 概要
1979年4月22日と5月6日、ニューヨークのレコード・プラント・スタジオのスタッフは、ロングアイランドシティにあるクリス・フランツとティナ・ウェイマスのアパートの前に録音機材を乗せたヴァンをとめた。トーキング・ヘッズはアパートのロフトで演奏を行い、プロデューサーのブライアン・イーノとエンジニアはロフトの窓からケーブルをつなげ、録音した。グループはアルバム『フィア・オブ・ミュージック』のベーシック・トラックをこの2日間ですべて録り終えた。その後、ニューヨークのザ・ヒット・ファクトリー、アトランティック・スタジオ、RPMサウンド・スタジオ、レコード・プラント・スタジオなどで追加のレコ―ディングを行った。
「戦時中の生活」という原題のこの曲の語り手は、荒廃した墓地に潜伏し、ピーナツバターで食いつなぐ。スピーカーもなければヘッドフォンもないし、かけるレコードすらない。しかし彼が所属するグループはコンピューターを持っており、電話回線につないで平気で盗聴もする。デヴィッド・バーンはこう述べている。
繰り返される「This ain't no party, this ain't no disco, this ain't no fooling around」というフレーズは、のちにシェリル・クロウが「オール・アイ・ワナ・ドゥ」の冒頭で引用している。
1979年8月3日に発売された3枚目のスタジオ・アルバム『フィア・オブ・ミュージック』に収録された。同年9月にシングルカットされ、Billboard Hot 100で80位を記録した。
1982年3月発売のライブ・アルバム『實況録音盤』にライブ・バージョンが収録されている。
1984年4月24日、ジョナサン・デミが監督したグループのコンサート映画『Stop Making Sense』が公開。本作品も映画の中で披露された。また、9月に発売されたサウンドトラック・アルバムにも収録された。
『フィア・オブ・ミュージック』の2006年の再発盤にボーナストラックとしてオルタネイト・バージョンが収録された。

## 演奏者
- デヴィッド・バーン - ボーカル、ギター
- ジェリー・ハリスン - シンセサイザー
- ティナ・ウェイマス - ベース
- クリス・フランツ - ドラムズ
- ジーン・ワイルダー - コンガ
- アリ - コンガ

## カバー・バージョン
- ザ・ステイプル・シンガーズ - 1985年のアルバム『The Staple Singers』に収録。
- スティーヴ・マリオット - 1989年のアルバム『30 Seconds to Midnite』に収録。
- ベン・リー - 2005年のEP『Into the Dark』に収録。
- ニコール・ワグナー - 2020年のEP『Dance Songs for the Apocalypse』に収録。